# Le Crouzet
Le Crouzet é uma comuna francesa na região administrativa de Borgonha-Franco-Condado, no departamento de Doubs. Estende-se por uma área de 3,77 km². Em 2010 a comuna tinha 61 habitantes (densidade: 16,2 hab./km²).